# Vandenbergova vesmírná základna

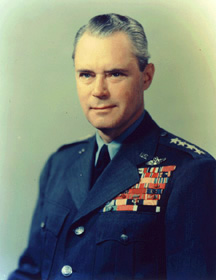
Hoyt S. Vandenberg, jehož jméno VSFB nese.

Vandenbergova vesmírná základna (anglicky Vandenberg Space Force Base; zkráceně VSFB, kód IATA je VBG, kód ICAO KVBG, kód FAA LID VBG) je vojenská základna a kosmodrom Vesmírných sil Spojených států amerických v Kalifornii, severně od Los Angeles. Do května 2021 byla známa byla jako Vandenbergova letecká základna (Vandenberg Air Force Base – VAFB). Umístění kosmodromu Vandenberg v severní části Tichého oceánu umožňuje snadnější dopravu družic na polární oběžnou dráhu. Výhodná poloha v kombinaci s využitím tryskového proudění v atmosféře (Jet stream) předurčuje Vandenberg jako kosmodrom vhodný pro starty výzkumných družic Země, využíván je pro vojenské i civilní lety.

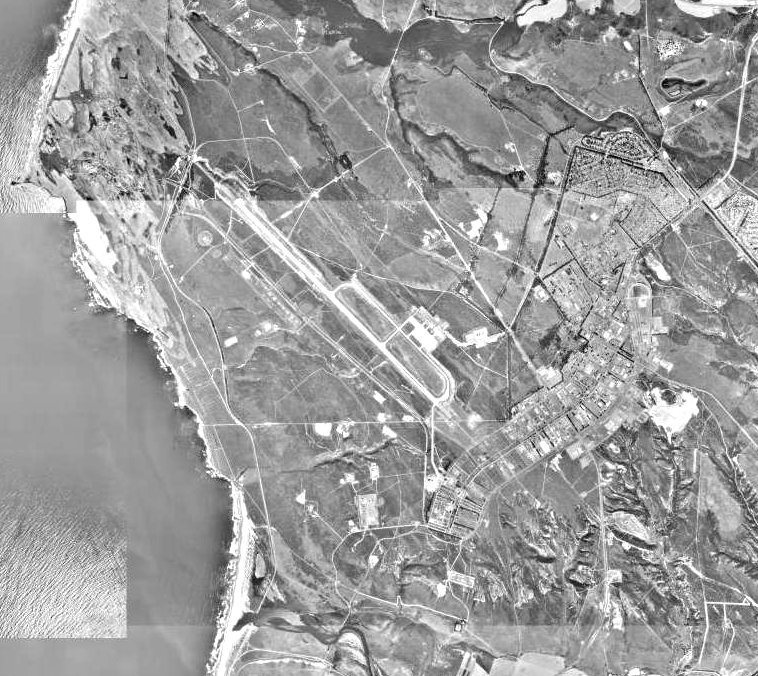
Letecký snímek z roku 1994

## Vznik
V roce 1958 byla poblíž starší vojenské základny Vandenberg v Kalifornii vybudována novější střelnice, která získala označení Vandenberg AFB, resp. Vandenberg Air Force Base. Celý komplex se dříve označoval Western Test Range, má rozlohu asi čtyř set kilometrů čtverečních. Je rozdělen na severní a jižní část silnicí, vedoucí k Tichému oceánu. 
Základna je od roku 1954 pojmenována na počest generála Hoyta Vandenberga, který byl v letech 1948 – 1953 náčelníkem štábu leteckých sil USA (US Air Force) a je označován za architekta amerického vojenského letectva.

## Využití
Střelnice má využití hlavně vojenské, později se začala využívat i pro potřeby kosmonautiky, případně obojí současně. Byla zde vybudována celá řada raketových ramp:
- SLC-1E pro rakety Thor Agena. Aktuálně inaktivní.
- SLC-2E pro rakety Thor Ablestar, Thor Agena, a Delta II.
- SLC-2W pro rakety Delta II.
- SLC-3W pro rakety Atlas-Agena a Thor-Agena; později krátce sloužila jako testovací rampa pro raketu Falcon 1. Aktuálně inaktivní.
- SLC-3E původně pro rakety Atlas a Thor, nyní poskytuje zázemí raketám Atlas V.
- SLC-4E pro rakety Titan IIID, 34D a IV; nyní pronajata společnosti SpaceX jako odpalovací rampa pro rakety Falcon 9 a Falcon Heavy.
- SLC-4W pro rakety Atlas-Agena, Titan IIIB a 23G; nyní pronajata společnosti SpaceX jako přistávací zóna LZ-4 pro první stupně raket Falcon 9 a Falcon Heavy.
- SLC-5 pro rakety Scout. Aktuálně inaktivní.
- SLC-6 pro rakety Titan IIIM se stanicí MOL, v roce 1994 upravena pro vypouštění lehkých nosičů LMLV (Athena) firmy Lockheed Corporation, a následně v roce 2006 pro poskytování zázemí těžkých nosných raket Delta IV.
- SLC-8 pro rakety Minotaur. Známá jako "kalifornský spaceport".
- SLC-10E/W pro rakety Thor Burner. Aktuálně inaktivní.
- LC 576-E pro lety rakety Taurus společnosti Orbital ATK.

Odtud byly vypuštěny na orbitální dráhy různé typy družic vč. špionážních. Zde měl být také realizován projekt vojenské laboratoře MOL. Z kosmodromu plánovala armáda vypouštění raketoplánů Space Shuttle, po havárii Challengeru se však od toho upustilo.
Na využívání areálu se podílí čtyři organizace
- Vojenské letectvo USA (Vandenberg AFB)
- Vesmírné síly USA[4]
- Válečné námořnictvo (Navy Missile Test Center)
- Národní úřad pro letectví a kosmický prostor NASA (Western Operations Branch)

Kosmodrom je označován zkratkou WT. Souřadnice jsou 120 stupňů záp.délky, 34 stupňů severní šířky.
Střelecký sektor, kam dopadají první stupně nosných raket, míří nad Tichý oceán na jihovýchod až jihozápad. Pozorovací stanice jsou rozmístěny na řadě ostrovů a případně je tato síť doplněna letadly a plavidly.